# Ivan Bunić Vučić
Ivan (Dživo) Bunić Vučić (ur. 1592 w Dubrowniku, zm. 6 marca 1658 tamże) – chorwacki poeta. Był najwybitniejszym poetą lirycznym chorwackiego baroku.

## Życiorys
Był patrycjuszem Dubrownika, kupcem, dyplomatą u pięciokrotnym rektorem Republiki Dubrownickiej. Jako główny reprezentant stylu stile acuto w chorwackiej poezji, w swojej twórczości łączył doświadczenia rodzimego petrarkizmu z inspiracjami Francisco Petrarki, ówczesnej włoskiej poezji (m.in. Giambattisty Marina i Gabriella Chiabrery) i poezji antycznej (Anakreonta, Horacego, Owidiusza i Katullusa). Większą część jego dorobku zawiera zbiór Plandovanja kontynuujący tradycje renesansowe canzoniere, którego trzonem jest liryka miłosna zwieńczona lirykami religijnymi, zawierający ponadto utwory pastoralne i okolicznościowe; aż do XIX w. Plandovanja istniały wyłącznie w formie rękopisu. Za życia Vučicia ukazał się poemat liryczno-epicki o tematyce religijnej Mandalijena pokornica wydany najprawdopodobniej w 1630 w Wenecji lub Ankonie, będący jedną z najciekawszych dzieł z tego gatunku chorwackiego baroku (jego polski przekład został wydany w 1989 w antologii Dubrownicka poezja miłosna).